# Entwicklungsgemeinschaft des südlichen Afrika
Die Entwicklungsgemeinschaft des südlichen Afrika (englisch Southern African Development Community, SADC; französisch Communauté de développement d’Afrique australe, portugiesisch Comunidade para o Desenvolvimento da África Austral) ist eine regionale Organisation (Regionale Wirtschaftsgemeinschaft), die die wirtschaftliche und politische Integration im südlichen Afrika vorantreiben will. Ihr Sitz ist Gaborone in Botswana.

## Geschichte
Die Vorläuferorganisation „Entwicklungskonferenz des südlichen Afrika“ (SADCC) wurde im April 1980 gegründet. Die Gründung geht auf einen ersten gemeinsamen Gipfel im Juli 1979 in Arusha (Tansania) zurück. 1992 erhielt die Organisation ihren heutigen Namen in Windhoek (Namibia).
Es handelt sich bei der Neugründung von 1992 um ein regionales Integrationsvorhaben der Staaten im südlichen Afrika. Zunächst war die Organisation als Gegengewicht der Frontlinienstaaten zur wirtschaftlichen Vormachtstellung Südafrikas in Apartheids-Zeiten geplant. Auf dem Sondergipfel 2001 in Windhoek wurde eine umfassende Strukturreform beschlossen, wobei neben der radikalen Abkehr von der dezentralen Struktur die Auflösung der 21 Kooperationsbereiche beschlossen wurde, welche fortan in vier dem Sekretariat unterstehende Direktorate zusammengefasst wurden.
1996 wurde das Handelsprotokoll der SADC unterzeichnet, welches vier Jahre später in Kraft trat. Das Protokoll zielt auf die Schaffung einer Freihandelszone, wobei sich alle teilnehmenden Staaten bis 2008 verpflichteten, mehr als 85 Prozent und bis 2012 sämtliche Außenzölle abzuschaffen. Sonderregelungen gelten für sensible Güter, bei denen der Wegfall der Zölle die nationalen Wirtschaftszweige gefährden könnte. Im gesamten Prozess gilt das Prinzip der asymmetrischen Handelsliberalisierung, wobei Südafrika einseitige Handelspräferenzen einräumte. 2003 konnte mit der Verabschiedung eines regionalen strategischen Entwicklungsplans (RISDP) ein weiterer Schritt in Richtung vertiefter Integration vollzogen werden. Als Hauptziel wird in diesem die Vertiefung der regionalen Integration genannt, wobei der Plan auf die nächsten 15 Jahre ausgerichtet ist und ein umfangreiches Programm wirtschaftlicher und sozialer Aspekte beinhaltet, welches auf eine engere Integration mit dem Schwerpunkt der Armutsbekämpfung in der Region zielt.
Darüber hinaus engagiert sich die SADC im Bereich der Sicherheitskooperation. Im Jahr 1996 wurde ein gemeinschaftliches Organ geschaffen, das die regionale Sicherheits- und Verteidigungskooperation vorantreiben soll und als Institution zum Konfliktmanagement dient. Nach anfänglicher Dysfunktionalität wurde das Organ im Jahr 2001 reformiert und 2004 ein erster regionaler strategischer Entwicklungsplan (SIPO) für das Organ verabschiedet, um dessen Arbeitsweise zu verbessern und die Integration in diesem Politikfeld voranzutreiben. Neben regelmäßigen, gemeinsamen Militärmanövern stellt die Schaffung der gemeinsamen SADC-Brigade im Jahr 2007 einen ersten Schritt in diese Richtung dar. Bislang wurde sie jedoch noch nicht operativ eingesetzt, so dass weiterhin Unklarheit über die tatsächliche Einsatzbereitschaft herrscht.
Zur besseren Kooperation auf dem Energiesektor gründeten Mitgliedsstaaten der SADC im Jahre 2002 in Maseru die Regional Electricity Regulators Association of Southern Africa, ein Zusammenschluss ihrer nationalen Energieregulierungsbehörden.
Den ersten Schritt in Richtung vertiefter Integration im Rahmen des RISDP stellt die im Januar 2008 von 12 der damals 15 Mitgliedsstaaten errichtete Freihandelszone der SADC dar. Die Seychellen traten später bei, Angola und die Demokratische Republik Kongo sind der Freihandelszone bisher nicht beigetreten.
Laut RISPD sollte bis 2010 eine SADC-Zollunion, bis 2015 ein gemeinsamer Markt und eine Wirtschaftsunion bis 2016 geschaffen werden. Die Einführung einer gemeinsamen Währung war bis 2018 geplant. Bisher wurde keines dieser Ziele erreicht.
Die Europäische Union und die USA arbeiten eng mit der SADC zusammen. Während die Europäische Union mit allen Teilnehmerstaaten den Abschluss von sogenannten Partnerschafts-Abkommen anstrebt, sind die Verhandlungen der USA mit der SADC und der Southern African Customs Union nicht erfolgreich. Es gibt Hinweise dafür, dass die Europäische Union als externer Akteur den Prozess der regionalen Marktintegration in der SADC  mit Blick auf die geplante SADC-Zollunion gestört hat, da die in Aussicht gestellten Partnerschafts-Abkommen unter den Mitgliedsländern der SADC für Uneinigkeit gesorgt haben. Dies liegt nicht zuletzt daran, dass die Abkommen auch eine wechselseitige Handelsliberalisierung beinhalten. Da die Europäische Union nicht allen SADC-Staaten diesbezüglich dieselben Konditionen anbieten kann und will, haben sich die Mitgliedsländer der SADC in vier Gruppen zusammengefunden, die unterschiedliche Partnerschafts-Abkommen mit der Europäischen Union verhandeln und zum Teil bereits umsetzen. Vor dem Hintergrund dieser unterschiedlichen Außenhandelsregime zwischen den vier Gruppen von SADC-Staaten und der Europäischen Union wird ein einheitlicher regionaler Außenzoll von der SADC kaum noch implementiert werden können, der für die Schaffung einer SADC-Zollunion zwingend notwendig ist.
Am 16. und 17. August 2010 feierte die SADC im Rahmen ihrer Gipfelkonferenz in Windhoek ihr 30-jähriges Jubiläum.

Jubiläumslogo der SADC

## Kennzahlen und Ziele
In der Entwicklungsgemeinschaft sind 16 Staaten mit insgesamt rund 300 Millionen Einwohnern auf knapp 10 Millionen Quadratkilometer vereinigt. Nachfolgend sind einige Kerndaten aufgelistet:
| Mitgliedstaat | BIP pro Kopf in US-Dollar (Nominal; 2020) | Staats- schulden- quote (2019) | Arbeits- losen- quote | Korruptions index in Punkten (2021) | Pressefreiheit (Rang) (2022) | Index der menschlichen Entwicklung (2018) |
| ------------- | ----------------------------------------- | ------------------------------ | --------------------- | ----------------------------------- | ---------------------------- | ----------------------------------------- |
| Angola        | 1881 ▼                                    | 109 ▲                          | 6,6 (2016)            | 29 ▲                                | 99 ▼                         | 0,581                                     |
| Botswana      | 6420 ▼                                    | 15 ▼                           | 20,0 (2013)           | 55 ▼                                | 95 ▲                         | 0,717                                     |
| Eswatini      | 3533 ▼                                    | 38 ▲                           | 20,0 (2014)           | 32 ▼                                | 131 ▼                        | 0,588                                     |
| Komoren1      | 1355 ▼                                    | 25 ▲                           | 6,5 (2014)            | 20 ▼                                | 83 ▲                         | 0,503                                     |
| Kongo D. R.   | 544 ▲                                     | 15 ▼                           |                       | 19 ▲                                | 93 ▼                         | 0,457                                     |
| Lesotho       | 970 ▼                                     | 46 ▲                           | 28,1 (2014)           | 38 ▼                                | 88 ▬                         | 0,520                                     |
| Madagaskar2   | 462 ▼                                     | 38 ▲                           | 1,8 (2017)            | 26 ▲                                | 98 ▲                         | 0,519                                     |
| Malawi        | 568 ▲                                     | 63 ▲                           | 20,4 (2013)           | 35 ▲                                | 80 ▲                         | 0,477                                     |
| Mauritius     | 8619 ▼                                    | 83 ▲                           | 6,7 (2019)            | 54 ▲                                | 64 ▲                         | 0,790                                     |
| Mosambik      | 449 ▼                                     | 104 ▲                          | 24,5 (2017)           | 26 ▲                                | 116 ▲                        | 0,437                                     |
| Namibia       | 4276 ▼                                    | 55 ▲                           | 34,0 (2016)           | 49 ▼                                | 18 ▼                         | 0,647                                     |
| Sambia        | 1023 ▼                                    | 92 ▲                           | 15,0 (2008)           | 33 ▬                                | 109 ▼                        | 0,588                                     |
| Seychellen3   | 11702 ▲                                   | 55 ▼                           | 3,0 (2017)            | 70 ▲                                | 13 ▼                         | 0,797                                     |
| Simbabwe      | 1443 ▲                                    | 11 ▼                           | 11,3 (2014)           | 23 ▼                                | 137 ▲                        | 0,535                                     |
| Südafrika     | 5625 ▼                                    | 62 ▲                           | 28,5 (2019)           | 44 ▬                                | 35 ▲                         | 0,699                                     |
| Tansania      | 1110 ▲                                    | 38 ▬                           | 10,3 (2014)           | 39 ▲                                | 123 ▼                        | 0,538                                     |

1 Im August 2017 in die SADC aufgenommen.

2 Die Mitgliedschaft wurde auf Grund des Staatsstreichs 2009 bis zur Wiederherstellung der Demokratie im Jahr 2014 suspendiert.

3 Auf eigenen Wunsch hin kein Mitglied zwischen 2004 und dem 15. August 2007.

Amts- und Arbeitssprachen der SADC sind Französisch, Portugiesisch und Swahili. Zu den wichtigsten Zielen der SADC gehören unter anderem:
- die Sozial- und Wirtschaftspolitik ihrer Mitglieder zu koordinieren.
- die wirtschaftlichen, sozialen und kulturellen Beziehungen in der Region zu verbessern.
- die Abschaffung von Hindernissen für den freien Verkehr von Kapital und Arbeit, Gütern und Dienstleistungen.
- die Förderung der Bildung von Humankapital.
- die Förderung des Austauschs von Technologie und Wissen in der Region.

Mit wissenschaftlichen und konzeptionellen Studien sowie seinem Archiv leistet das 1985 gegründete Southern African Research and Documentation Centre in Harare dem Sekretariat der SADC Unterstützung.

## Aufbau der Organisation

### Gipfelkonferenz der Staats- und Regierungschefs (Summit)
Das oberste Entscheidungsgremium stellt die jährlich stattfindende Gipfelkonferenz der Staats- und Regierungschefs dar. Den Vorsitz bildet eine so genannte Troika, bestehend aus dem Vorsitzenden, dem zukünftigen Vorsitzenden und dem Amtsvorgänger. Die Gipfelkonferenz bestimmt den politischen Kurs der Organisation und kann über Veränderungen oder Ergänzungen der Organisationsstruktur beschließen. Des Weiteren beschließt der Summit über die Aufnahme weiterer Mitgliedsstaaten, wobei Entscheidungen hier im Allgemeinen einstimmig getroffen werden und für die Einzelstaaten auf Dauer bindend sind.

### Ministerrat
Hier werden die politischen Entscheidungen der Gipfelkonferenz vorbereitet. Außerdem ist der Ministerrat verantwortlich für die Implementierung der SADC-Programme und die Auswahl und Zuordnung der Kooperationssektoren. Zusätzlich wird der Ministerrat durch das ständige Komitee beratend unterstützt.

### Generalsekretariat
Seit der Strukturreform von 2001 obliegt dem Sekretariat die Pflicht zur aktiven und eigenverantwortlichen Förderung des Integrationsprozesses. Zusätzlich kommt dem Sekretariat gemäß dem neuen Vertrag von 2001 auch die Aufgabe zu, die Durchführung und Einhaltung von regionalen Grundsätzen und Programmen zu kontrollieren und zu evaluieren. Der Generalsekretär wird alle fünf Jahre gewählt.
Zudem wurden innerhalb des Generalsekretariats die vier neu geschaffenen Direktorate gebündelt. Dabei handelt es sich um folgende Direktorate:
- Direktorat für Handel, Industrie, Finanzen und Investment
- Direktorat für Ernährung, Landwirtschaft und Naturressourcen
- Direktorat für Infrastruktur und Dienstleistung
- Direktorat für Soziale und Menschliche Entwicklung sowie Sonderprogramme

### Organ for Politics, Defence and Security (OPDS)
Das OPDS stellt das sicherheits- und verteidigungspolitische Organ der SADC dar und wurde 1996 gegründet. Bereits kurz nach der Gründung des Organs kam es zu Streitigkeiten bezüglich der rechtlichen Stellung des Organs innerhalb der SADC. Jene Unstimmigkeiten führten letztendlich zur Ineffektivität und zur Aussetzung des OPDS bis 2001.
Im Rahmen der Umstrukturierung 2001 kam es auch zur Verabschiedung des Protocol on Politics, Defence and Security Cooperation, welches von nun an Rechte und Pflichten des OPDS regelt. Das Protokoll ist im Besonderen auf die friedliche Koexistenz zwischen den SADC-Staaten und die politische Stabilität in den einzelnen Mitgliedsstaaten gerichtet.

### Integriertes Ministerkomitee
Das Integrierte Ministerkomitee wurde ebenfalls im Zuge der Strukturreformen von 2001 etabliert. Es besteht aus je zwei Ministern pro Mitgliedsland und soll im Wesentlichen die Arbeit der vier Direktorate überwachen.

### Nationale SADC-Komitees
Diese koordinieren die Implementierung der SADC-Programme auf nationaler Ebene.

### SADC-Gerichtshof

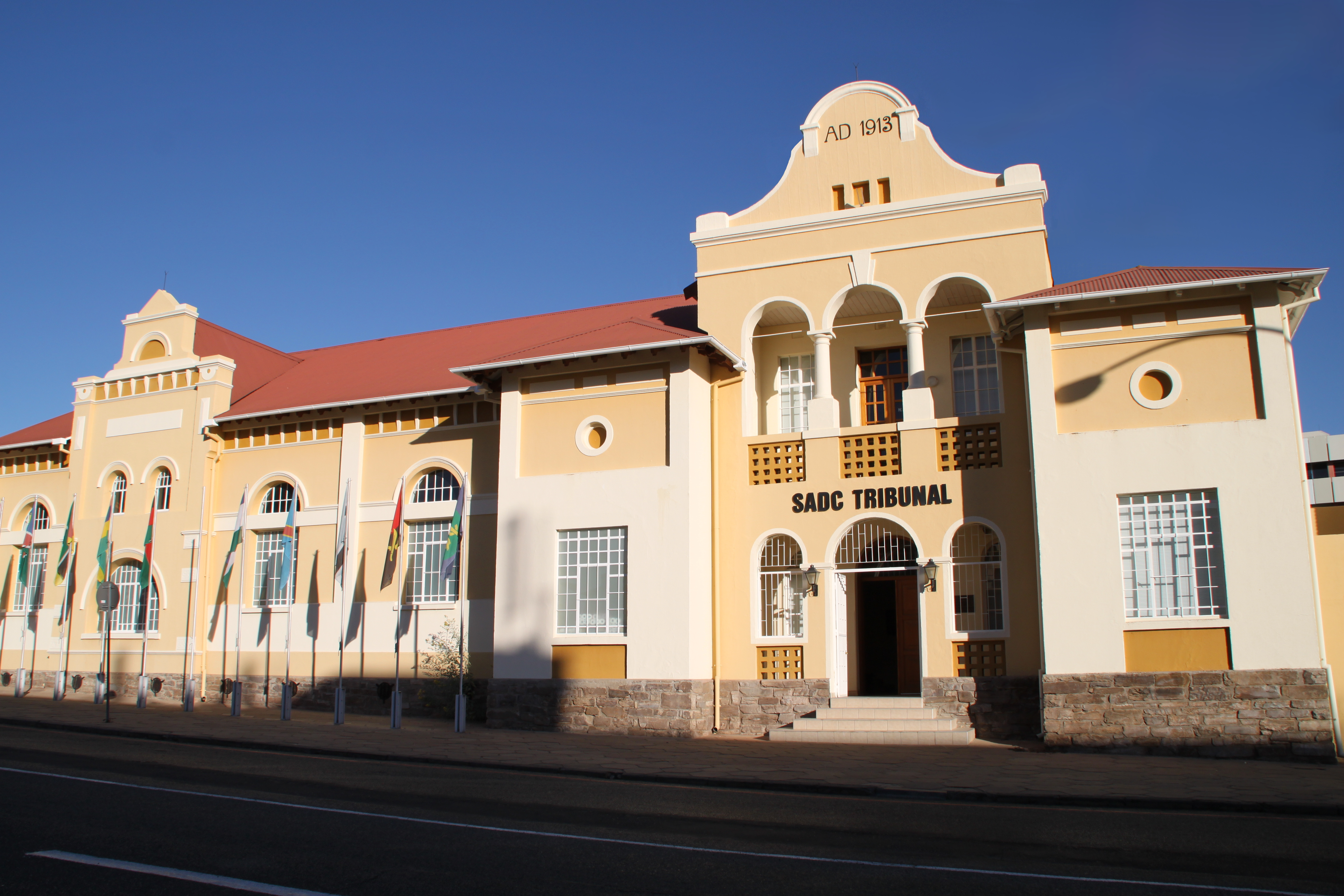
SADC-Tribunal in Windhoek in der historischen „Turnhalle“

Die Einrichtung des Tribunals erfolgte 2005. Der Sitz befindet sich in Windhoek. Zweck ist die Schlichtung internationaler Konflikte und Streitfragen der Mitgliedsstaaten unter Zugrundelegung der Declaration & Treaty of SADC (1992).

### SADC-Statistikstelle
Die Statistikstelle der SADC (SADC Statistics Group) ist ein Bereich innerhalb ihres Policy Planning and Resource Mobilisation Directorate. Von dieser Dienststelle werden periodisch erscheinende statistische Materialien unter Hinzuziehung von Daten aus den Mitgliedsstaaten erarbeitet. Es handelt sich um das Statistische Jahrbuch (SADC Statistical Yearbook), das zwischen 2011 und 2014 erschien, eine statistische Zusammenfassung herausgehobener Faktoren (SADC Selected Indicators) sowie um eine monatliche Kurzmitteilung zur volkswirtschaftlichen Kennzahl Preisindex (SADC Monthly Harmonised Consumer Price Index Newsletter).

## Bilanz und Auszeichnungen
Zwischen 1998 und 2000 konnten kaum Fortschritte im Integrationsprozess der SADC verzeichnet werden. Der Konflikt im SADC-Mitgliedsstaat DR Kongo sowie die damit einhergehende Spaltung der SADC in zwei Lager, die Rivalitäten zwischen der alten absteigenden Führungsmacht der Region Simbabwe und der neuen aufsteigenden Führungsmacht Südafrika, das ungleiche wirtschaftliche Verhältnis zwischen den Mitgliedern, aber auch die strukturellen Mängel in der Organisation, welche Fortschritte eher verhinderten, können als Ursache hierfür herangezogen werden. Durch die neueren Entwicklungen, insbesondere durch die Verabschiedung zahlreicher Protokolle und die Einführung der Freihandelszone Ende des Jahres 2008, konnte der Integrationsprozess der SADC wieder an Fahrt gewinnen. Weiterhin kann beobachtet werden, dass die SADC nicht in der Lage ist, die Krise Simbabwes angemessen zu behandeln. Obwohl es dazu bereits mehrere Krisengipfel gab, blieb die umstrittene Regierung Mugabes bis zu dessen Rücktritt ohne Konsequenzen. Auch die vorsätzliche Missachtung von Urteilen des Tribunals der Gemeinschaft gegen die die weiße Minderheit diskriminierende Landreform bleibt bislang ohne Folgen.
Die SADC vergibt in unregelmäßigem Abstand die „Sir-Seretse-Khama-SADC-Medaille“. Es handelt sich um die höchste länderübergreifende Auszeichnung im südlichen Afrika und ist nach dem ersten botswanischen Präsidenten Seretse Khama benannt.